# 성적 지향 및 성정체성과 병역
성적지향 및 성정체성과 병역은 성소수자(LGBTQ)의 병역 복무에 대한 문제를 말한다. 성소수자는 남아프리카 공화국, 이스라엘 외에 산업화된 서방국가(브라질, 칠레 등 일부 중남미 국가 포함)의 대부분과 같은 세계 일부 국가의 군대에서 복무할 수 있다. 간성인에 대한 권리는 더욱 모호하다.
이는 동성애 수용에 관한 최근의 세계적 수치들과 보조를 맞추고 있는데, 이는 LGBTQ 공동체의 수용이 세속적이고 부유한 국가들에서만 더 널리 퍼지고 있음을 시사한다.
그러나 게이와 레즈비언 병사들에 대한 정책을 수용한다고 해서 LGBTQ 시민들이 특정 사회에서 차별에 면역이 된다는 것을 항상 보장하지는 않는다. 성소수자(LGBTQ)가 자유롭게 군복무를 할 수 있는 나라에서도 활동가들은 개선의 여지가 남아 있다고 한탄한다. 예를 들어, 이스라엘은 달리 LGBTQ 양성 사회 정책을 시행하기 위해 고군분투하는 나라지만, 그럼에도 불구하고 동성애 군인들을 폭넓게 받아들이는 것으로 잘 알려진 군대를 가지고 있다.
역사적으로 군대에서 공개적으로 동성애자 복무자를 포용하고 기피하는 사회를 보아왔다. 그러나 더 최근에 미국에서 "Don't ask, don't tell"에 관한 2010년 공청회가 이 문제를 국제적인 관심의 중심으로 이끌었다. 그들은 또한 LGBTQ로 확인된 병사들이 직면하고 있는 일상적인 차별, 폭력, 그리고 그들의 복무 금지에 대한 찬반 논쟁에 대해서도 조명했다.

## 같이 보기
- LGBT healthcare in the United States Veterans Health Administration
- 트랜스젠더와 병역
- 간성인과 병역(Intersex people and military service)
- 동성결합과 군사정책
- 나라별 성적지향 및 성정체성과 군대
  - 대한민국 국군의 성적 지향 및 성정체성(Sexual orientation and gender identity in the South Korean military)
  - 미군의 성적 지향 및 성정체성(Sexual orientation and gender identity in the United States military)
  - 이스라엘 방위군의 성적 지향 및 성정체성(Sexual orientation and gender identity in the Israel military|Sexual orientation and gender identity in the Australian military)
  - 오스트레일리아 국방군의 성적 지향 및 성정체성(영어판)